# 2012年大西洋飓风季时间轴

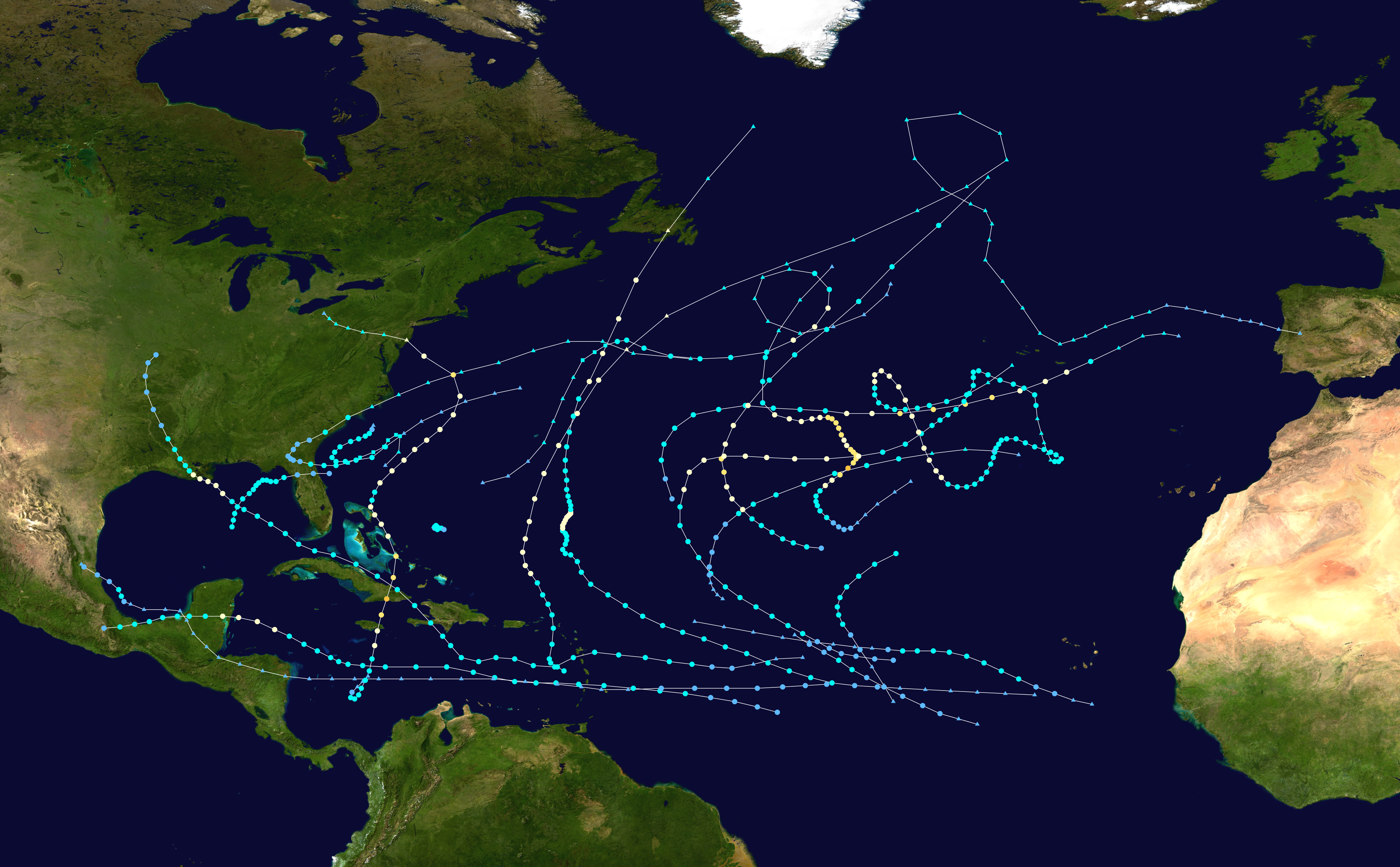
2012年大西洋飓风季所有风暴的路径图

2012年大西洋飓风季与2010和2011年大西洋飓风季一样，形成了19场获得命名的风暴。飓风季从2010年6月1日正式开始，同年11月30日结束，传统上这样的日期界定了一年中绝大多数热带气旋在大西洋盆地形成和发展的时间段。不过本季的前两场风暴——阿尔贝托和热带风暴贝里尔——分别于5月19和26日形成，均早于飓风季正式开始的时间，是继1908年以来首次出现这种情况。热带风暴托尼是全季最后一场风暴，于10月25日消散，不过在托尼之前形成的上一个热带气旋飓风桑迪却还要再过4天才会消散。
全季一共产生了19个热带气旋，并且全部都达到热带风暴强度，10场成为飓风，不过只有两场达到大型飓风标准。本季的风暴给大范围地区造成了灾难性的打击，其中导致人员伤亡和破坏程度最高的两场风暴分别是飓风艾萨克和飓风桑迪。其中艾萨克于8月12日以一级飓风强度从路易斯安那州登岸，其存在期间一共夺走了41人的生命。飓风桑迪是全季第二场、也是最后一场大型飓风，其覆盖范围创下大西洋飓风的新纪录，直径超过了1800公里。这一天气系统于10月下旬以温带气旋形式从新泽西州南海岸登陆。桑迪作为热带气旋期间一共导致了至少680亿美元损失和285人丧生。截至2013年，桑迪仍是有纪录以来造成损失数额第二高的大西洋飓风，仅次于2005年的飓风卡特里娜。
2012年大西洋飓风季时间轴中记录了全年大西洋所有热带或亚热带气旋形成、增强、减弱、登陆、转变成温带气旋以及消散的具体信息。还包括实际操作中没有发布的信息，如美国国家飓风中心在风暴过后进行的回顾。包括最大持续风速、位置、距离在内的所有数字都是经四舍五入换算成整数。

## 风暴时间轴

### 5月
5月19日

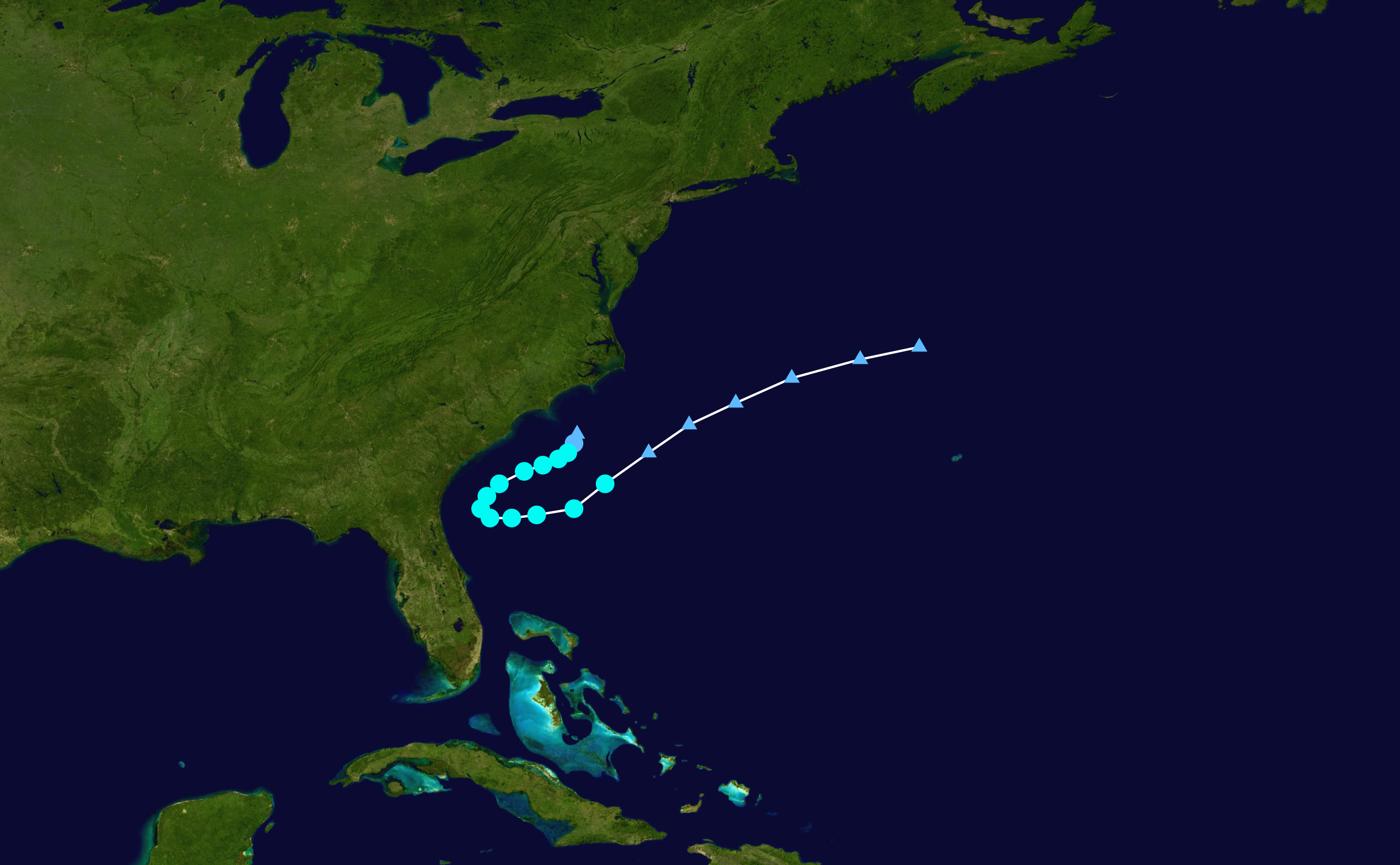
热带风暴阿尔贝托的移动路线图

- 协调世界时早上6点：北卡罗莱纳州和南卡罗莱纳州边界近海的一片低气压区发展成热带低气压[13]。
- 中午12点：南、北卡罗莱纳州边界近海的热带低气压增强成热带风暴并获命名为“阿尔贝托”（Alberto）[13]。

5月20日
- 凌晨0点：热带风暴阿尔贝托达到最大持续风速每小时95公里，最低气压995豪巴（百帕，29.38英寸汞柱）的最高强度[13]。

5月22日
- 中午12点：热带风暴阿尔贝托在百慕大以北数百英里海域退化成一片不含对流的残留低气压区[13]。

5月26日

转变成热带风暴后不久的贝里尔

- 凌晨0点：佛罗里达州杰克逊维尔以东约540公里洋面的一片低气压区发展成亚热带风暴并获名“贝里尔”（Beryl）[14]。

5月27日
- 下午18点：亚热带风暴贝里尔转变成热带风暴[14]。
- 晚上23点：热带风暴贝里尔达到风力时速110公里，最低气压992毫巴（百帕，29.29英寸汞柱）的最高强度[14]。

5月28日
- 凌晨4点10分：热带风暴贝里尔以风速每小时100公里强度在佛罗里达州杰克逊维尔海滩附近登陆[14]。
- 中午12点：热带风暴贝里尔减弱成热带低气压[14]。

5月30日
- 早上6点：热带低气压贝里尔在北卡罗莱纳州威尔明顿西南方向约305公里海域再次达到热带风暴强度[14]。
- 下午18点：热带低气压贝里尔在北卡罗莱纳州近海降解成一片不含对流的残留低气压区[14]。

### 6月
6月1日
- 2012年大西洋飓风季正式开始[3]。

6月18日

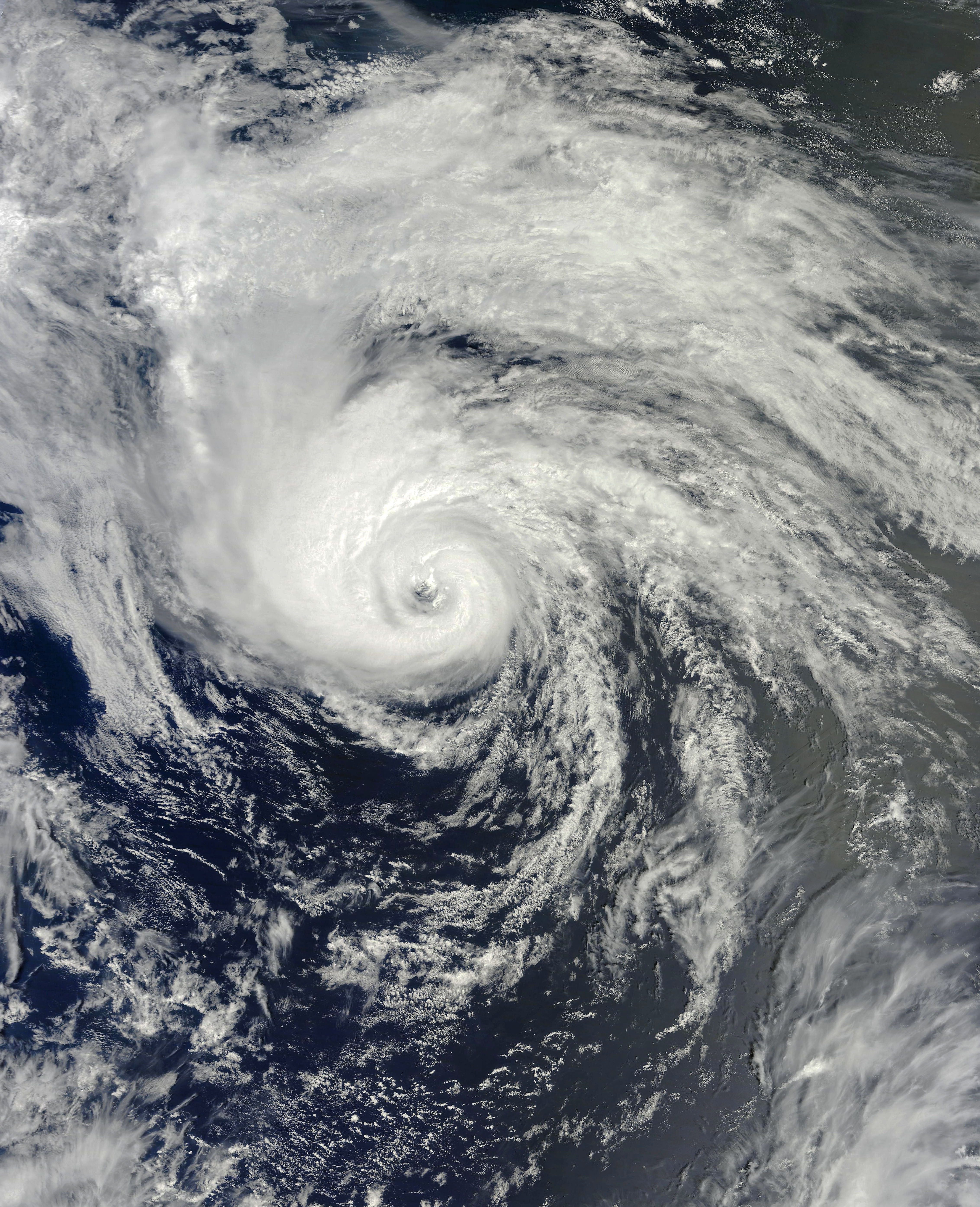
处于一级飓风强度的克里斯

- 下午18点：百慕大东北偏北方向约720公里洋面的一片低气压区发展成亚热带风暴[15]。

6月19日
- 中午12点：百慕大东北偏北方向的亚热带风暴转变成热带风暴克里斯[15]。

6月21日
- 早上6点：热带风暴克里斯成为2012年大西洋飓风季的首场飓风[15]。
- 中午12点：飓风克里斯在开普雷斯（Cape Race）东南方向约1020公里海域达到风力时速140公里，最低气压974毫巴（百帕，28.76英寸汞柱）的最高强度[15]。

6月22日
- 凌晨0点：飓风克里斯降级成热带风暴[15]。
- 中午12点：热带风暴克里斯在开普雷斯东南偏东方向约620公里洋面转变成温带气旋[15]。

6月23日
- 中午12点：热带风暴黛比由密西西比河河口东南偏南方向约470公里海域的一片低气压区发展形成[16]。

6月24日
- 下午18点：热带风暴黛比达到每小时100公里的最大持续风速[16]。

6月25日

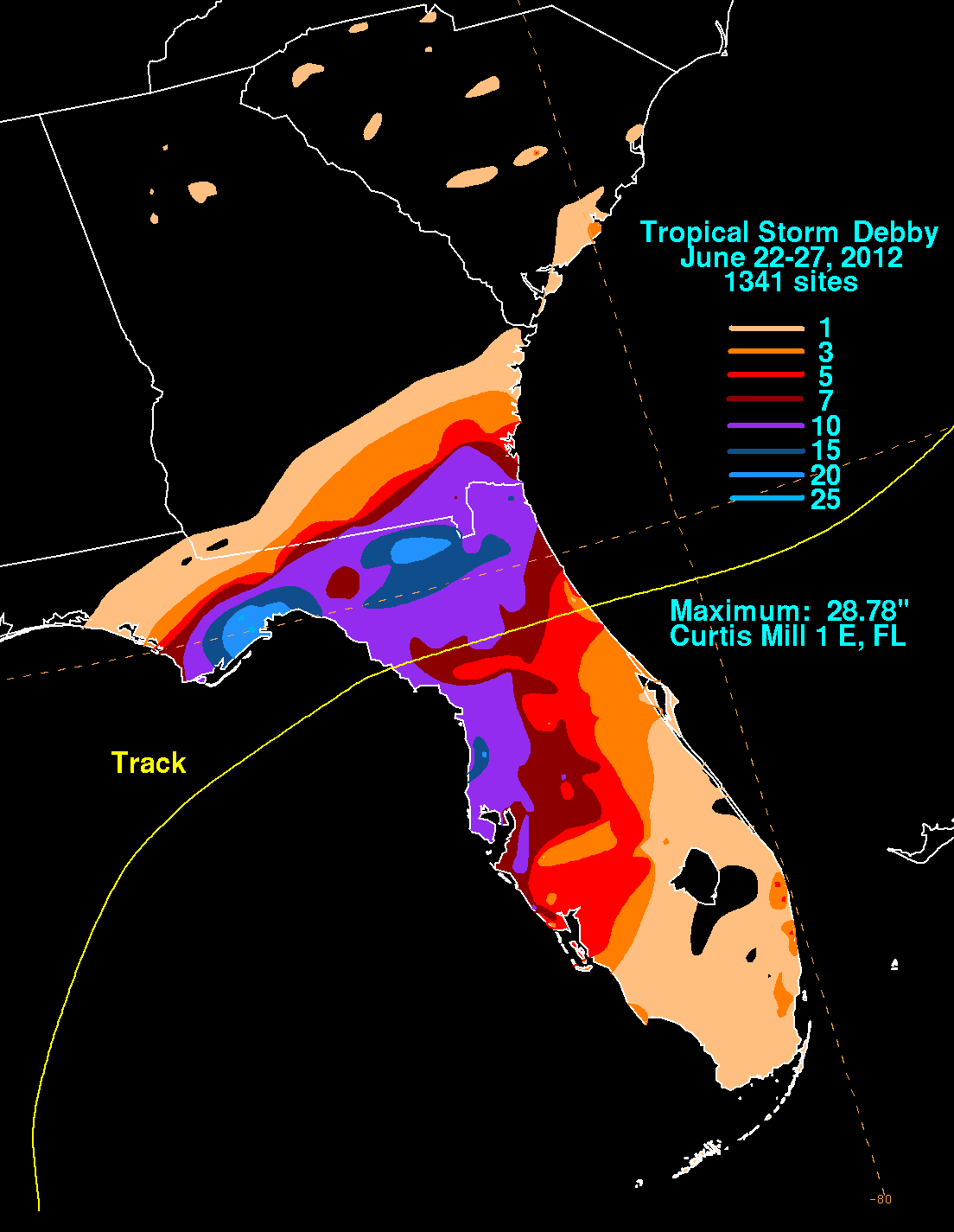
热带风暴黛比在美国东南部产生的降雨量分布

- 凌晨0点：热带风暴黛比达到最低气压990毫巴（百帕，29.23英寸汞柱）的最高强度[16]。

6月26日
- 晚上21点：热带风暴黛比以风力时速65公里强度从佛罗里达州泰勒县南部的斯坦哈奇（Steinhatchee）附近登陆[16]。

6月27日
- 凌晨0点：热带风暴黛比在佛罗里达州盖恩斯维尔西南方向约55公里处弱化成热带低气压[16]。
- 下午18点：热带低气压黛比在佛罗里达州东岸近海消散[16]。

### 7月
- 整个7月都没有热带气旋在大西洋盆地发展和形成。

### 8月
8月1日

即将登陆的埃内斯托

- 中午12点：第五号热带低气压由向风群岛以东约1410公里洋面的一片低气压区发展形成[17]

8月2日
- 中午12点：第五号热带低气压强化成热带风暴并获命为“埃内斯托”（Ernesto）[17]。

8月3日
- 中午12点到下午18点：热带风暴埃内斯托穿越向风群岛进入东加勒比海[17]。
- 下午18点：佛得角群岛最南端的西南偏南方向约240公里海域的一片低气压区发展成第六号热带低气压[18]。

8月4日

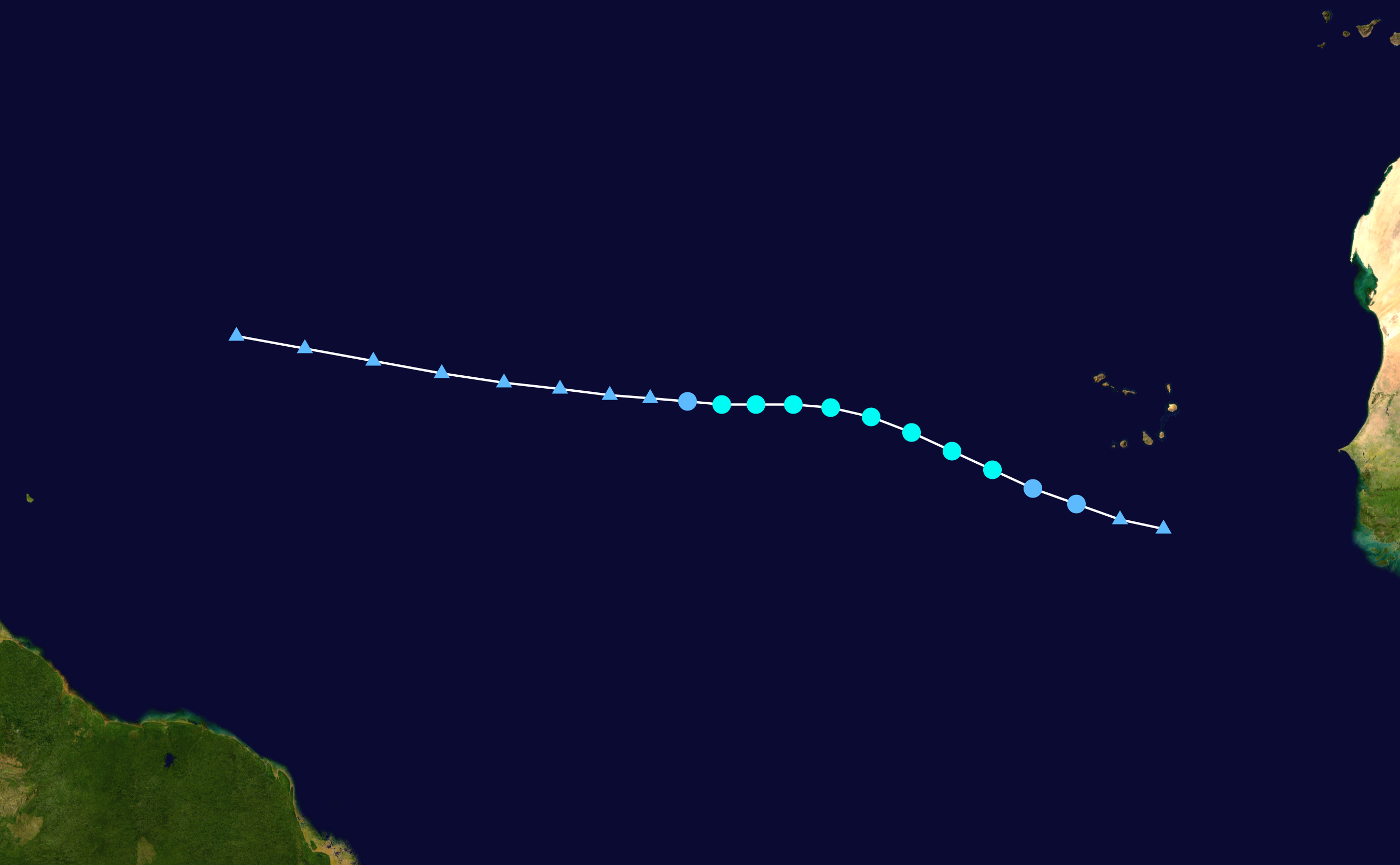
热带风暴佛罗伦萨的行进路线

- 早上6点：第六号热带低气压在佛得角群岛最南端以西约470公里洋面升级成热带风暴佛罗伦萨[18]。

8月5日
- 凌晨0点：热带风暴佛罗伦萨达到风力时速95公里，最低气压1002毫巴（百帕，29.59英寸汞柱）的最高强度[18]。

8月6日
- 早上6点：热带风暴佛罗伦萨减弱成热带低气压[18]。
- 中午12点：热带低气压佛罗伦萨在佛得角群岛和小安的列斯群岛之间的中途海域退化成一片不含对流的残留低气压区[18]。

8月7日
- 中午12点：热带风暴埃内斯托在墨西哥切图马尔以东约420公里洋面成为本季第二场飓风[17]。

8月8日
- 凌晨1点：飓风埃内斯托以风速每小时150公里强度从北岛登陆[17]。
- 凌晨3点15分：飓风埃内斯托达到二级飓风强度，并在几乎同一时间达到最大持续风速每小时160公里，最低气压973毫巴（百帕，28.73英寸汞柱），同时还在金塔纳罗奥州科斯塔玛雅（Costa Maya）附近登陆[17]。
- 中午12点：飓风埃内斯托降级成热带风暴[17]。
- 下午18点至凌晨0点：热带风暴埃内斯托进入坎佩切湾[17]。

8月9日
- 下午16点15分：热带风暴埃内斯托以风力时速100公里强度在夸察夸尔科斯西北方向约15公里处进行了第三次、也是最后一次登陆[17]。
- 下午18点：第七号热带低气压由佛得角群岛和小安第列斯群岛之间中途海岸的一片低气压区发展形成[19]。

8月10日

8月18日，飓风戈登即将达到最高强度的卫星图像

- 早上6点：热带风暴埃内斯托减弱成热带低气压[17]。
- 中午12点：热带低气压埃内斯托在墨西哥山区上空消散[17]。

8月11日
- 中午12点：第七号热带低气压在小安的列斯群岛以东海域退化成东风波[19]。

8月15日
- 中午12点：百慕大东南方向约1100公里洋面的一片低气压区发展成第八号热带低气压[20]。

8月16日
- 凌晨0点：第八号热带低气压强化成热带风暴并获命名为“戈登”（Gordon）[20]。

8月17日
- 中午12点：第七号热带低气压的残留在墨西哥坦皮科东南方向约370公里海域再生成热带低气压[19]。
- 下午18点：第七号热带低气压升级成热带风暴海伦，并在几乎同一时间达到风力时速75公里，最低气压1004毫巴（百帕，29.65英寸汞柱）的最高强度[19]。

8月18日
- 早上6点：热带风暴海伦弱化成热带低气压[19]。
- 早上6点：热带风暴戈登在亚速尔群岛西南偏西方向约925公里洋面增强成一级飓风[20]。
- 中午12点：热带低气压海伦以风速每小时55公里强度从坦皮科附近登陆[19]。

8月19日

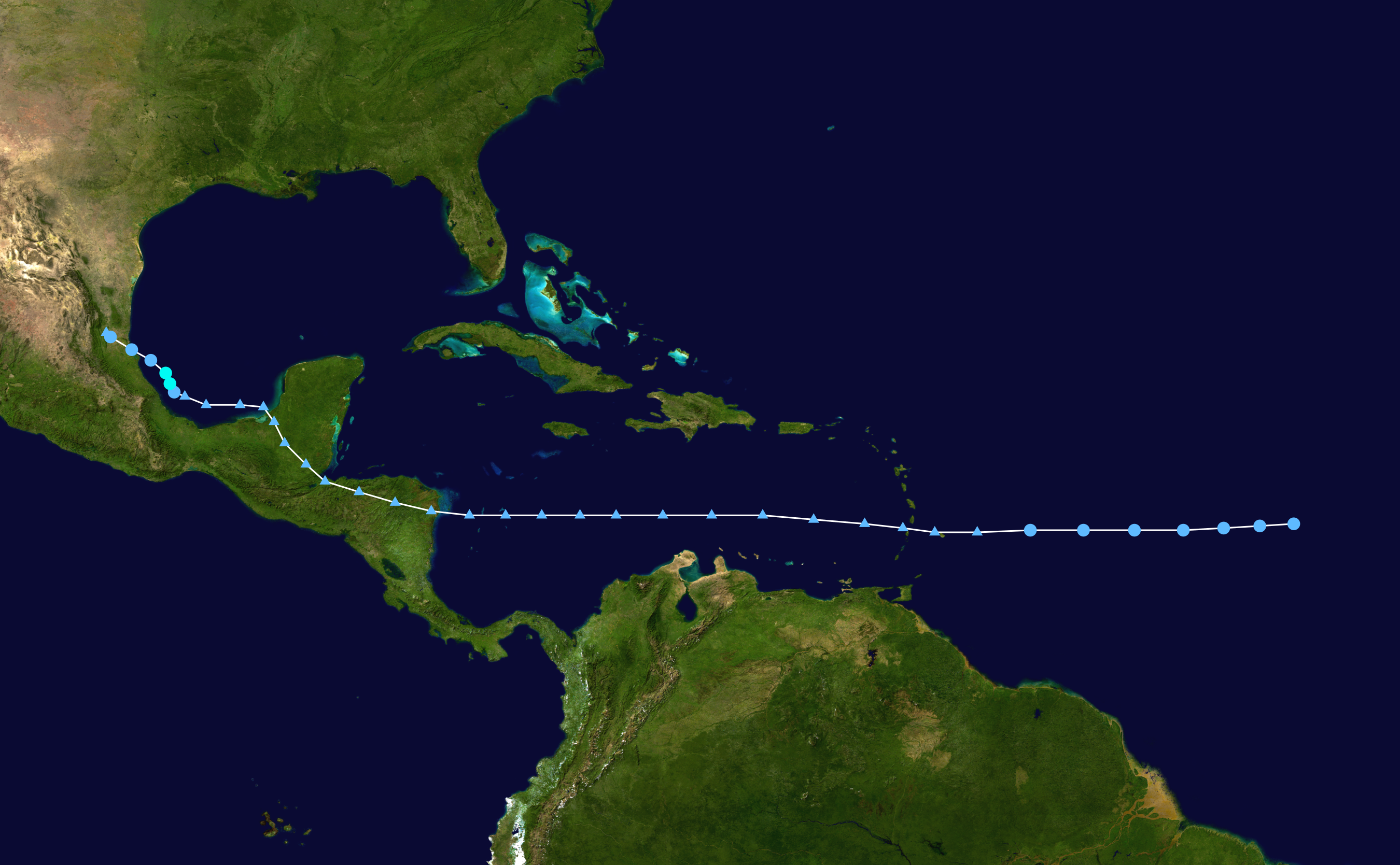
热带风暴海伦的行进路线图

- 凌晨0点：热带低气压海伦在墨西哥山区上空降解成不含对流的残留低气压区[19]。
- 凌晨0点：飓风戈登达到风力时速175公里，最低气压965毫巴（百帕，28.49英寸汞柱）的最高强度[20]。

8月20日
- 早上5点30分：飓风戈登以风速每小时120公里强度从亚速尔群岛圣玛丽亚岛登陆[20]。
- 中午12点：飓风戈登减弱成热带风暴[20]。
- 下午18点：热带风暴戈登在亚速尔群岛东风方向退化成不含对流的残留低气压区[20]。

8月21日

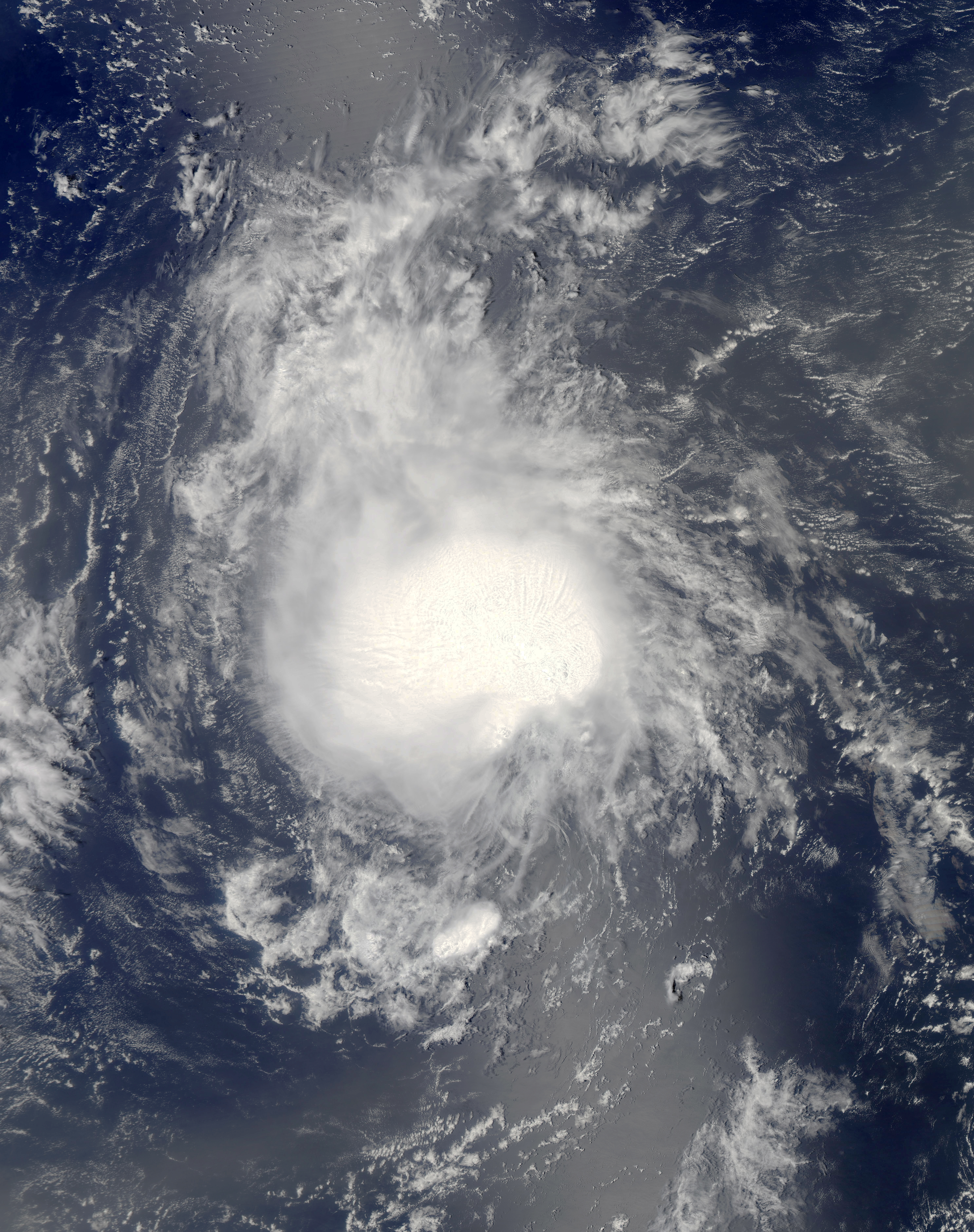
8月23日的热带风暴乔伊斯

- 早上6点：小安的列斯群岛以南约1160公里海域的一片低气压区发展成第九号热带低气压[21]。
- 下午18点：第九号热带低气压在小安的列斯群岛以东约840公里洋面增强成热带风暴并获名“艾萨克”（Isaac）[21]。

8月22日
- 早上6点：第十号热带低气压由佛得角群岛西南偏西方向约1110公里海域的一片低气压区发展形成[22]。

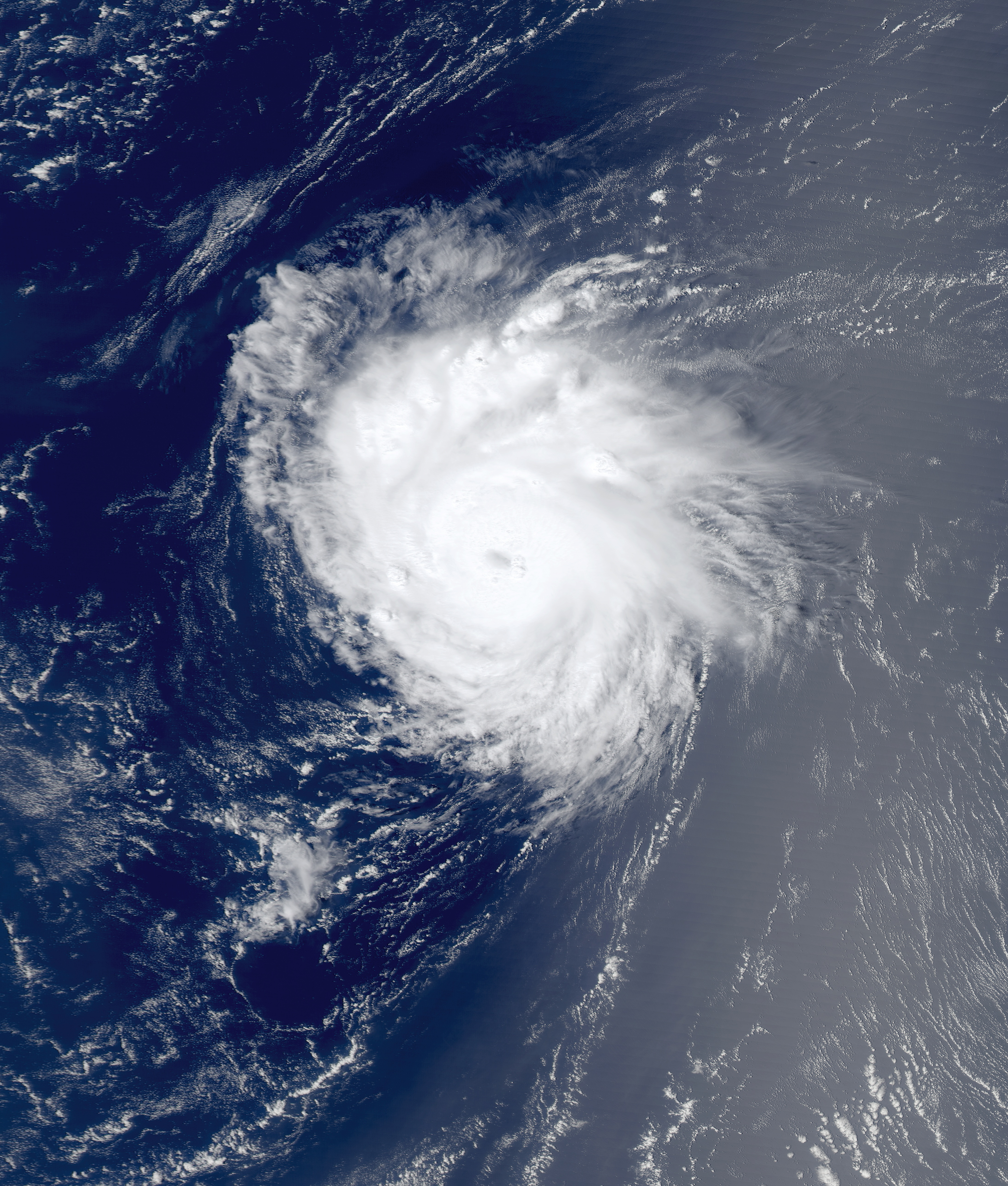
8月30日的飓风柯克

- 下午18点至次日凌晨0点：热带风暴艾萨克穿越向风群岛进入东加勒比海[21]。

8月23日
- 中午12点：第十号热带低气压在佛得角群岛以西约1950公里洋面升级成热带风暴并获名“乔伊斯”（Joyce）[22]。
- 下午18点：热带风暴乔伊斯达到最大持续风速每小时65公里，最低气压1006毫巴（百帕，29.71英寸汞柱）的最高强度[22]。

8月24日
- 凌晨0点：热带风暴乔伊斯降级成热带低气压[22]。
- 中午12点：热带低气压乔伊斯退化成不含对流的残留低气压区[22]。

8月25日
- 早上6点：热带风暴艾萨克以风力时速100公里强度从海地雅克梅勒附近登陆[21]。
- 下午15点：热带风暴艾萨克以风速每小时95公里强度从古巴关塔那摩卡霍瓦沃（Cajobabo）附近登陆[21]。

8月27日

成为飓风后不久的艾萨克

- 凌晨0点到早上6点：热带风暴艾萨克穿过佛罗里达海峡进入墨西哥湾[21]。

8月28日
- 中午12点：热带风暴艾萨克在密西西比河河口东南方向约145公里海域升级成一级飓风[21]。
- 下午18点：西亚速尔群岛西南方向约2080公里洋面的一片低气压区发展成第十一号热带低气压[23]。

8月29日
- 凌晨0点：飓风艾萨克以风力时速130公里强度从密西西比河河口附近登陆[21]。
- 凌晨0点：第十一号热带低气压达到热带风暴强度并获名“柯克”（Kirk）[23]。
- 凌晨3点：飓风艾萨克达到最大持续风速每小时130公里，最低气压965毫巴（百帕，28.5英寸汞柱）的最高强度[21]。
- 上午8点：飓风艾萨克以风力时速130公里强度在路易斯安那州拉福什堂区最南端附近登陆[21]。
- 下午18点：飓风艾萨克在新奥尔良西南偏西方向约65公里海域减弱成热带风暴[21]。

8月30日
- 凌晨0点：第十二号热带低气压由背风群岛东南偏东方向约2405公里洋面的一片低气压区发展形成[24]。
- 中午12点：热带风暴柯克增强成一级飓风[23]。
- 中午12点：第十二号热带低气压升级成热带风暴并获命名为“莱斯利”（Leslie）[24]。

8月31日
- 凌晨0点：热带风暴艾萨克在阿肯色州南部上空弱化成热带低气压[21]。
- 早上6点：飓风柯克成为二级飓风，并在几乎同一时间达到风力时速165公里，最低气压970毫巴（百帕，28.64英寸汞柱）的最高强度[23]。
- 下午18点：飓风柯克的强度回落到一级飓风水平[23]。

### 9月
9月1日
- 中午12点：热带低气压艾萨克在密苏里州杰斐逊城西南偏西方向约105公里海域消散[21]。
- 中午12点：飓风柯克减弱成热带风暴[23]。

9月3日
- 凌晨0点：热带风暴柯克在亚速尔群岛以北约1665公里洋面转变成温带气旋[23]。
- 早上6点：第十三号热带低气压由一片低气压区发展形成[25]。

9月4日
- 早上6点：第十三号热带低气压在亚速尔群岛西南方向约1995公里海域发展成热带风暴并获命名为“迈克尔”（Michael）[25]。

9月5日
- 早上6点：热带风暴莱斯利升级成一级飓风[24]。
- 中午12点：飓风莱斯利在百慕大东南偏南方向约780公里洋面达到最大持续风速每小时130公里强度[24]。
- 下午18点：热带风暴迈克尔升级成一级飓风[25]。

9月6日

成为本季首场大型飓风的迈克尔

- 早上6点：飓风迈克尔达到二级飓风标准[25]。
- 中午12点：飓风迈克尔成为本季首场大型飓风，并在几乎同一时间达到风力时速185公里，最低气压964毫巴（百帕，28.47英寸汞柱）的最高强度[25]。
- 下午18点：飓风迈克尔的强度回落到二级飓风标准[25]。

9月7日
- 中午12点：飓风莱斯利减弱成热带风暴[24]。

9月8日
- 凌晨0点：飓风迈克尔弱化成一级飓风[25]。
- 中午12点：飓风迈克尔再次增强为二级飓风[25]。

9月9日
- 下午18点：飓风迈克尔第二次减弱为一级飓风[25]。

9月10日
- 中午12点：热带风暴莱斯利重新升级成一级飓风[24]。
- 中午12点：佛得角群岛以西约1430公里海域的一片低气压区发展成第十四号热带低气压[26]。

9月11日

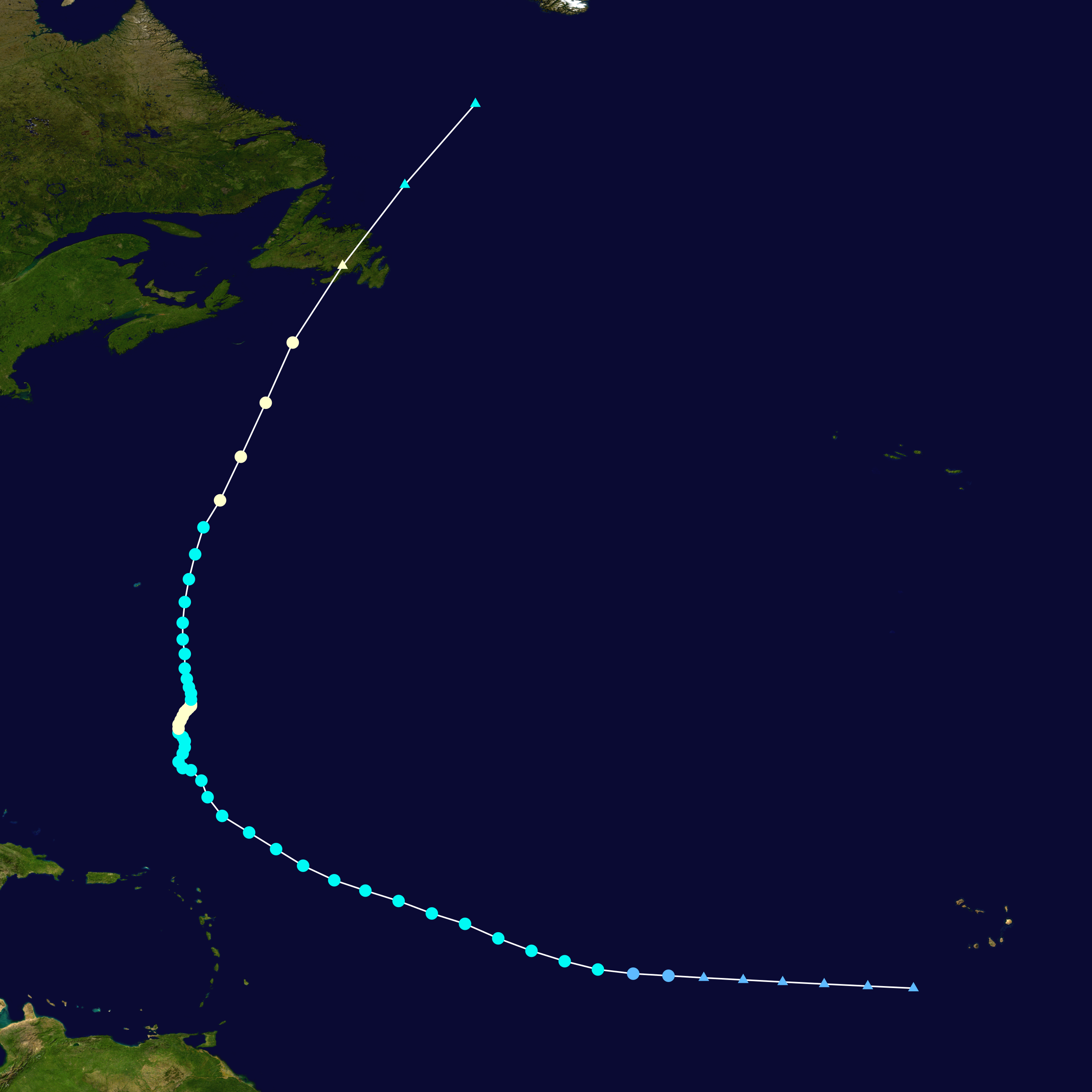
飓风莱斯利的风暴路径图

- 凌晨0点：飓风迈克尔降级成热带风暴[25]。
- 早上6点；飓风莱斯利达到最低气压968毫巴（百帕，28.58英寸汞柱）的最高强度[24]。
- 上午9点：飓风莱斯利在纽芬兰岛圣劳伦斯（St. Lawrence）西南方向约145公里洋面转变成温带气旋[24]。
- 下午18点：热带风暴迈克尔在百慕大东北方向约1850公里海域退化成一片不含对流的低气压区[25]。

9月12日
- 凌晨0点：第十四号热带低气压达到热带风暴强度并获命名为“纳丁”（Nadine）[26]。

9月14日
- 下午18点：热带风暴纳丁升级成一级飓风[26]。

9月17日
- 凌晨0点：飓风纳丁减弱成热带风暴[26]。

9月21日
- 下午18点：热带风暴纳丁在圣玛丽亚岛西南偏南方向约420公里洋面退化成一片没有热带天气系统特征的低气压区[26]。

9月23日
- 凌晨0点：热带风暴纳丁的残留在亚速尔群岛以南再生成热带风暴[26]。

9月28日

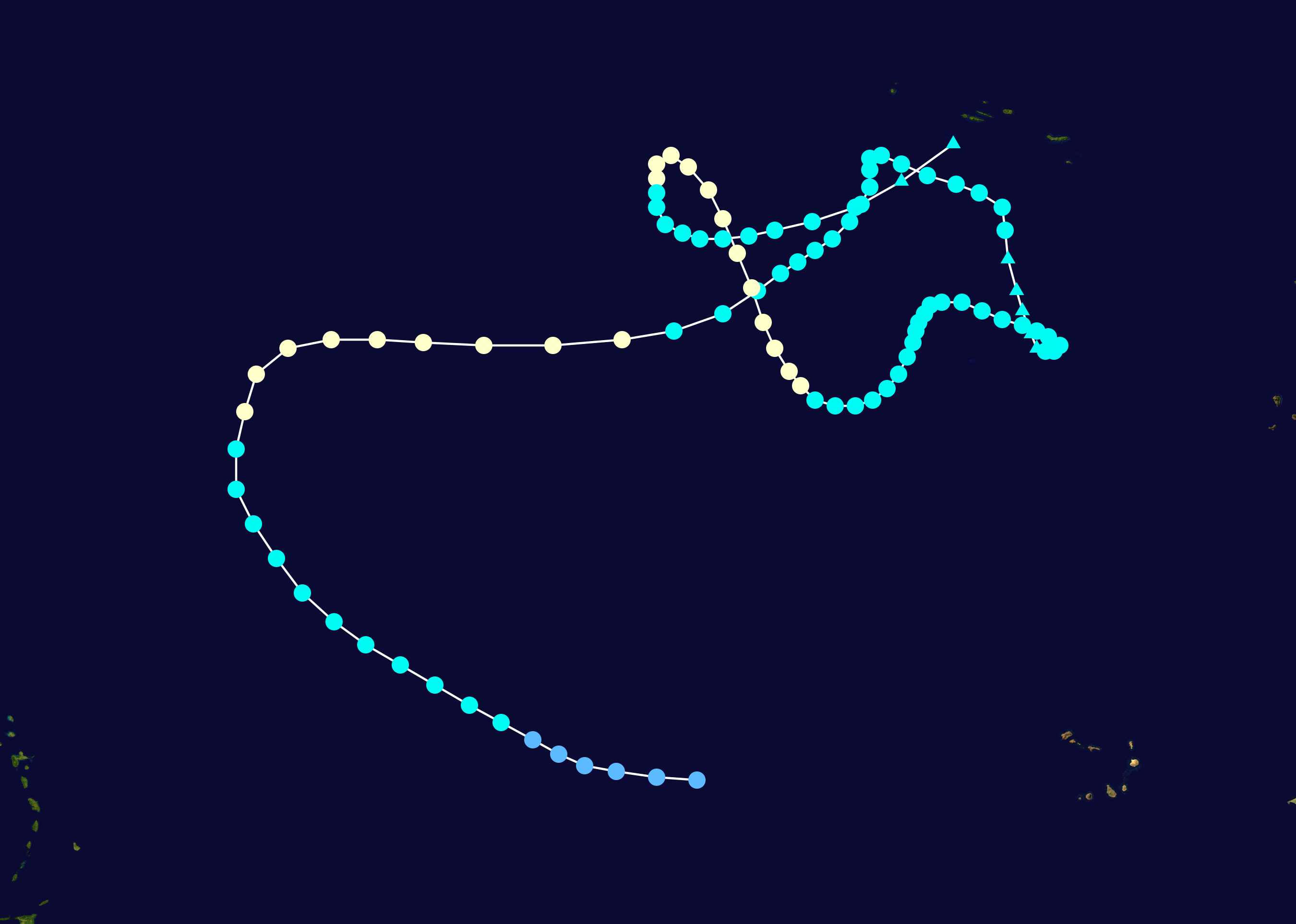
飓风纳丁的移动路线

- 中午12点：热带风暴纳丁再次达到一级飓风标准[26]。

9月30日
- 中午12点：飓风纳丁在亚速尔群岛弗洛雷斯岛西南偏西方向约675公里海域达到风力时速150公里，最低气压978毫巴（百帕，28.88英寸汞柱）的最高强度[26]。

### 10月
10月1日
- 中午12点：飓风纳丁减弱成热带风暴[26]。

10月3日
- 早上6点：第十五号热带低气压由佛得角群岛以西约1665公里洋面的一片低气压区发展形成[27]。
- 下午18点：第十五号热带低气压强化成热带风暴并获名“奥斯卡”（Oscar）[27]。

10月4日

结构混乱的热带风暴奥斯卡

- 凌晨0点：热带风暴纳丁在中亚速尔群岛西南方向约315公里海域退化成不含对流的低气压区[26]。

10月5日
- 早上6点：热带风暴奥斯卡达到风速每小时85公里，最低气压994毫巴（百帕，29.35英寸汞柱）的最高强度[27]。
- 下午18点：热带风暴奥斯卡在大西洋上空消散[27]。

10月11日
- 凌晨0点：第十六号热带低气压由一片低气压区发展形成[28]。
- 早上6点：第十六号热带低气压在巴哈马圣萨尔瓦多东北偏东方向约280公里洋面增强成热带风暴并获命名为“帕蒂”（Patty）[28]。

10月12日
- 凌晨0点：热带风暴帕蒂达到风力时速75公里，最低气压1005毫巴（百帕，29.68英寸汞柱）的最高强度[28]。
- 下午18点：圣克洛伊岛东南偏南方向约370公里海域的一片低气压区发展成热带风暴并获名“拉斐尔”（Rafael）[29]。

10月13日
- 早上6点：热带风暴帕蒂减弱成热带低气压[28]。
- 中午12点：热带低气压帕蒂在巴哈马东北方向消散[28]。

10月14日

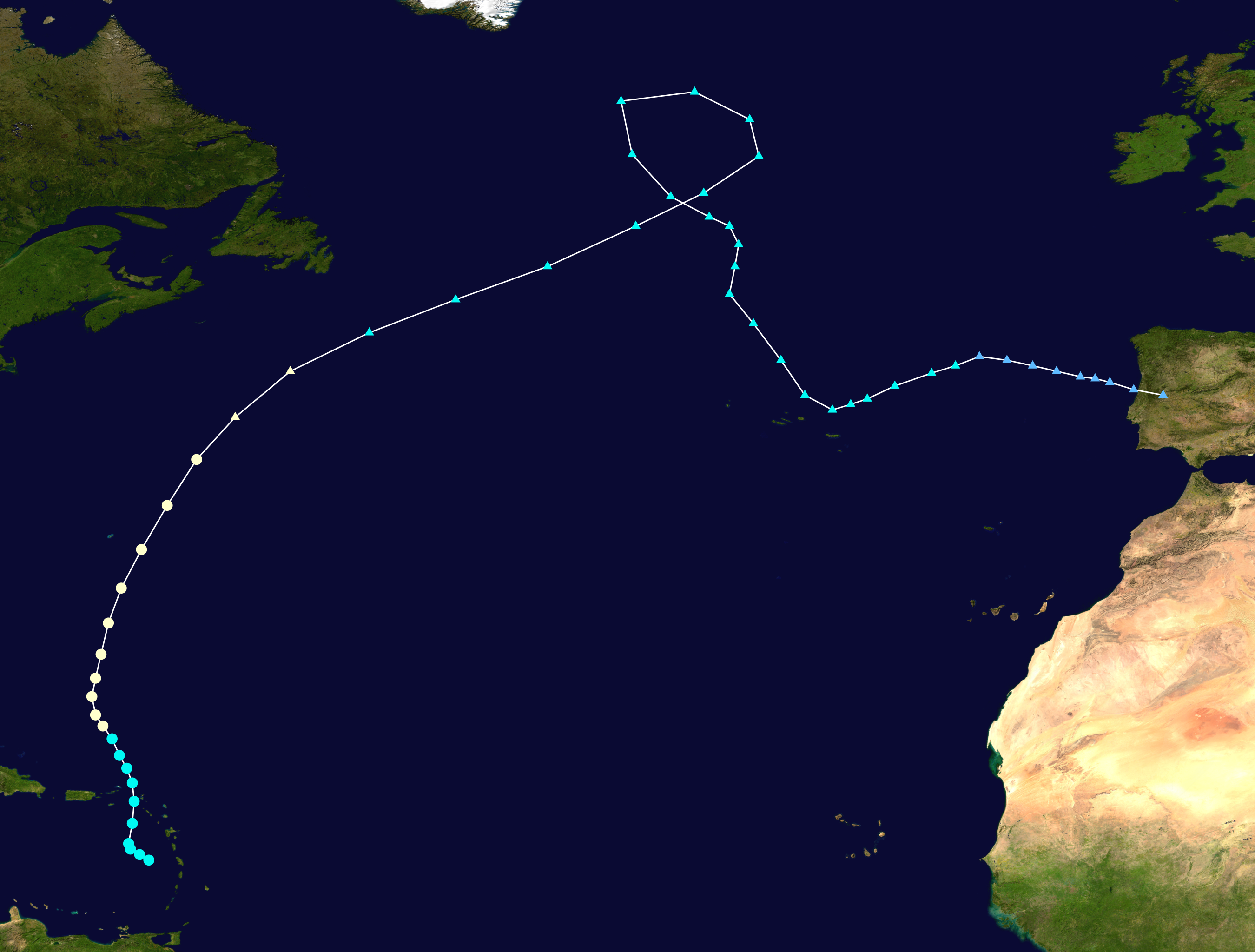
飓风拉斐尔的行动路线图

- 凌晨0点到早上6点热带风暴拉斐尔经背风群岛进入西大西洋[29]。

10月15日
- 早上6点：热带风暴拉斐尔在百慕大以南约1210公里洋面升级成一级飓风[29]。

10月16日
- 中午12点：飓风拉斐尔在百慕大以南约555公里海域达到最大持续风速每小时150公里，最低气压969毫巴（百帕，28.61英寸汞柱）的最高强度[29]。

10月17日
- 下午18点：飓风拉斐尔在新斯科舍东南方向数百英里外转变成温带气旋[29]。

10月22日

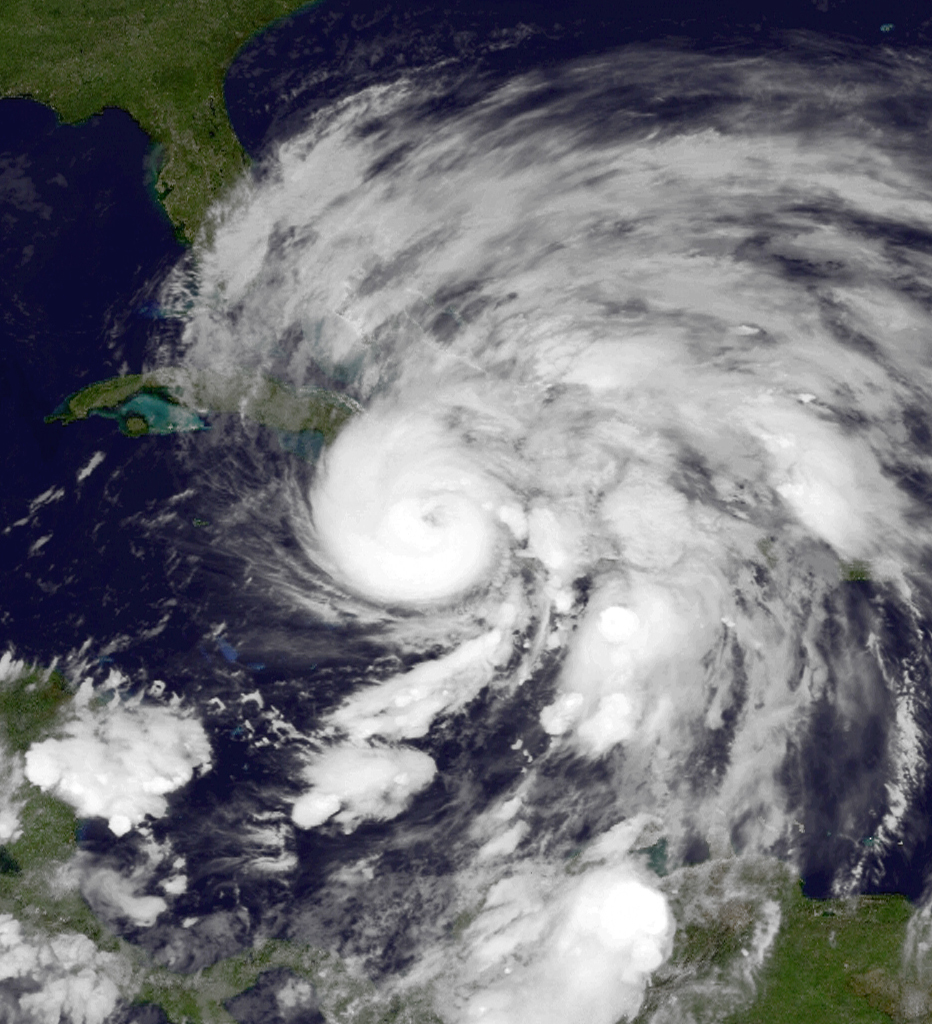
10月25日，正处于快速增强期的飓风桑迪

- 中午12点：京斯敦西南偏南方向约560公里海域的一片低气压区发展成第十八号热带低气压[6]。
- 下午18点：第十八号热带低气压强化成热带风暴并获命名为“桑迪”（Sandy）[6]。
- 下午18点：第十九号热带低气压由背风群岛北部的东北偏东方向约1150公里洋面的一片低气压区发展形成[5]。

10月24日
- 凌晨0点：第十九号热带低气压升级成热带风暴并获名“托尼”（Tony）[5]。
- 中午12点：热带风暴桑迪在牙买加京斯敦以南约140公里处增强成一级飓风[6]。
- 中午12点：热带风暴托尼在北部北风群岛和亚速尔群岛之间的中途海途达到风力时速85公里，最低气压1000毫巴（百帕，29.53英寸汞柱）的最高强度[5]。
- 下午19点：飓风桑迪以风速每小时140公里强度从牙买加布尔湾（Bull Bay）附近登陆[6]。

10月25日
- 凌晨0点：飓风桑迪增强成二级飓风[6]。
- 早上5点25分：飓风桑迪成为本季第二场大型飓风，并于几乎同一时间在古巴的圣地亚哥-德古巴以西约15公里处以风力时速185公里强度登陆[6]。
- 上午9点到中午12点：飓风桑迪穿越古巴进入巴哈马[6]。
- 上午9点：飓风桑迪的强度回落到二级飓风标准[6]。
- 下午18点：热带风暴托尼转变成温带气旋[5]。

10月26日
- 凌晨0点：飓风桑迪减弱成一级飓风[6]。

10月27日

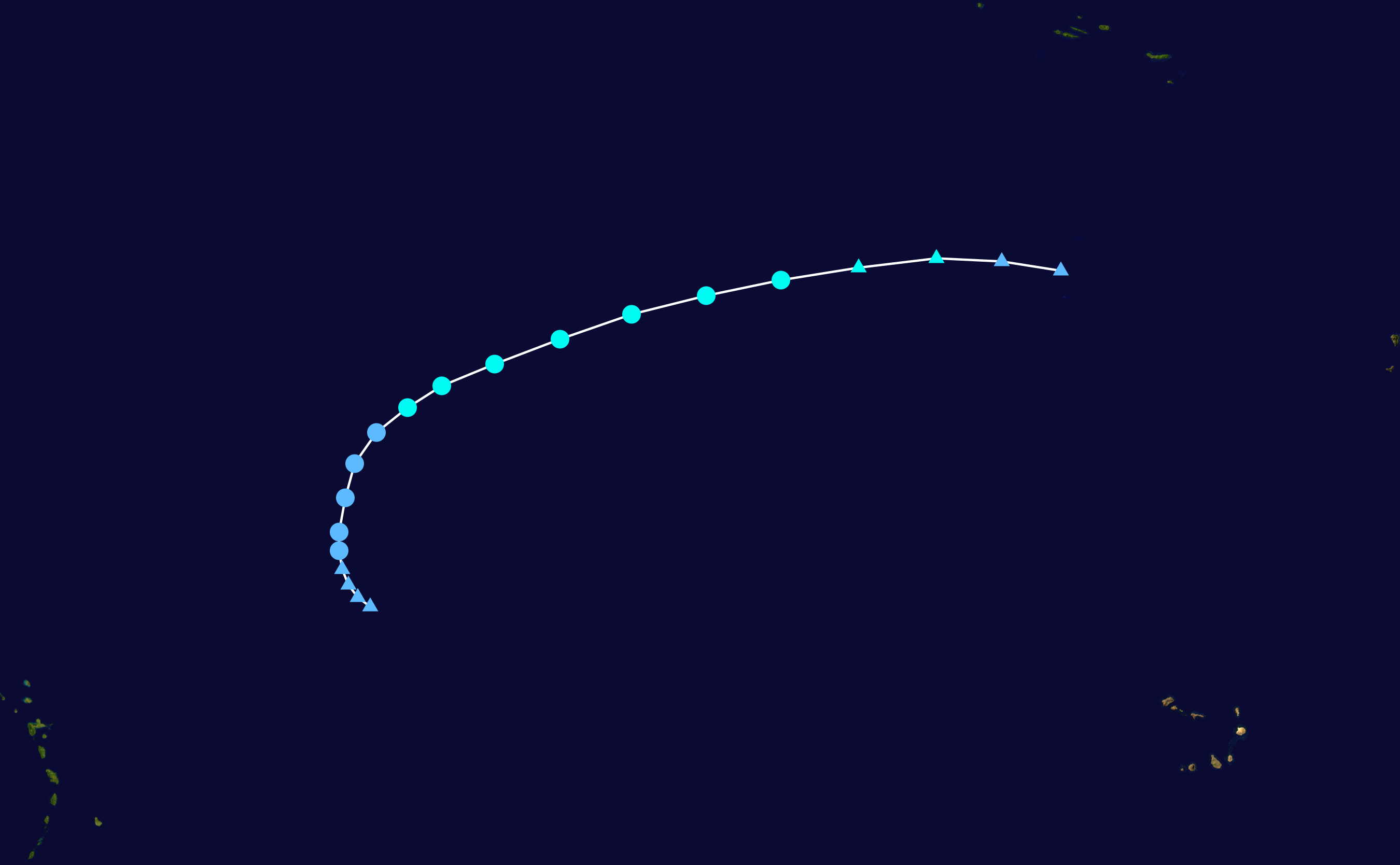
热带风暴托尼的风暴路径图

- 凌晨0点：飓风桑迪降级成热带风暴[6]。
- 中午12点：热带风暴桑迪在阿巴科群岛东北偏北方向约235公里洋面再次升级成一级飓风[6]。

10月29日
- 中午12点：飓风桑迪在大西洋城东南方向约410公里海域重新达到二级飓风标准[6]。
- 下午18点：飓风桑迪第二次减弱成一级飓风，并在几乎同一时间达到最低气压940毫巴（百帕，27.76英寸汞柱）的最高强度[6]。
- 晚上21点：飓风桑迪在新泽西州大西洋城东南方向约80公里处转变成温带气旋[6]。
- 晚上23点30分，飓风桑迪的温带残留以风力时速130公里强度从新泽西州大西洋县布里根泰恩（Brigantine）附近登陆[6]。

### 11月
- 整个11月都没有热带气旋在大西洋盆地发展和形成。

11月30日
- 2012年大西洋飓风季正式结束[3]。

## 解释说明
1. ↑  根据美国国家海洋和大气管理局的定义，一个大西洋飓风季平均会形成12场热带风暴，其中6个会成为飓风，两场会达到大型飓风强度[1]。
2. ↑  大型飓风是指最大持续风速可以在萨菲尔-辛普森飓风等级中达到三级或以上的风暴[7]。